# 宋雲霄
宋雲霄（16世紀—17世紀），字奎光，號霽寰，山東濟南府淄川縣人，明朝政治人物。

## 生平
宋雲霄是萬曆二十五年（1597年）丁酉科山東鄉試舉人，授延慶州知州，興辦學校、建設水利，以清廉自持，又聘用地方賢達續修州志，三年後考績陞為保定同知，延慶人民赴闕請求讓他留任，於是朝廷批准讓他以同知銜仍管延慶州事四年，之後因父母去世回籍，州民追隨數千里到達抵淄川，十多天後才哭著離去。
服闋後宋雲霄赴部候補，延慶人思念他，再次叩門求讓他到延慶，其時朝廷題准讓他實授同知，仍管州事，兼理宣府糧儲，因此在州衙建府庫供事，胥役體例如在府一樣，他前後歷經三任，十一年內吏帖民安，士民立碑建祠稱頌，刊《實政錄》一書載於州志。天啟七年（1627年）改任慶陽同知，革去馬夫舖兵等僉報徭役，並設措工食招募應役人民，不久陞澂江知府，振興教化、改正風俗一如在延慶，再陞雲南按察司副使、分守臨安，澂江人民也扶老攜幼遮道挽留。臨安城被流寇佔據，他用順逆勸諭，對方聞風投降，六年後入京積勞盡瘁請求致仕未允，又以告病回籍調理，在家鄉睦族周里，延請教師設立私塾教育士子，其家名為「澹然居」，優游林下十多年才去世。

## 軼事
他在延慶時攜帶了自家的紡織車，命令老婦教育紡織成衣。

## 引用
1. 1 2 3  乾隆《淄川縣志·卷六·人物志》：宋雲霄，字奎光，號霽寰，萬厯丁酉舉人，授延慶知州，崇學校、興水利，廉以自持、正以率物，三年考績陞保定府同知，延民詣闕保留，准以同知銜仍留任管延慶州事四年，丁憂回籍，州民追隨數千里抵淄，旬餘方泣歸，服闋赴部候補，州民思公復呼籲叩請再求公往，時三院會題准令實授同知，仍管州事，兼理宣府糧儲，遂于州衙建郡庫供事，胥役一視郡例焉，公至是凡三任矣，前後十一年吏帖民安聲聞並懋，士民立碑建祠，共刊《實政錄》一書載州志焉。任既久乃改慶陽同知，踰年陞雲南澂江知府，興教化、正風俗一視延慶，陞臨安分守道，澂民扶耋負孺遮道挽留，亦視延慶，則公之善得民心隨處可見矣，時臨安城為寇據，公以順逆諭之，聞風投戈，綏輯安撫，六年齎捧入京萬里，間關積勞盡瘁，乃以致仕告未允，復以病告始假回籍調理，乃睦族周里，設塾延師，從容課業翛然寡營，顏其室曰「澹然居」，優游林下者又十餘年乃卒。相傳公牧延慶時自家攜紡車為式，令老嫗歷民家教之紡績織布為衣，此事迄今猶膾炙人口云。
2. ↑  光緒《延慶州志·卷六·職官》：宋雲霄，山東淄川人，由舉人授本州牧，興利剔蠧、誠信感民，聘州賢達續修州志，賢著薦剡者數次，陞保定同知，祀名宦。 乾隆志
3. ↑  乾隆《新修慶陽府志·卷二十二·宦蹟》：宋雲霄，山東淄川人，天啟七年任同知，秉性清簡、居官明恕，時櫃夫馬夫舖兵等役俱係僉報，里甲民產多蕩，雲霄署縣篆一切革去，乃設措工食招募，應役民受其賜。